# 미시메탈

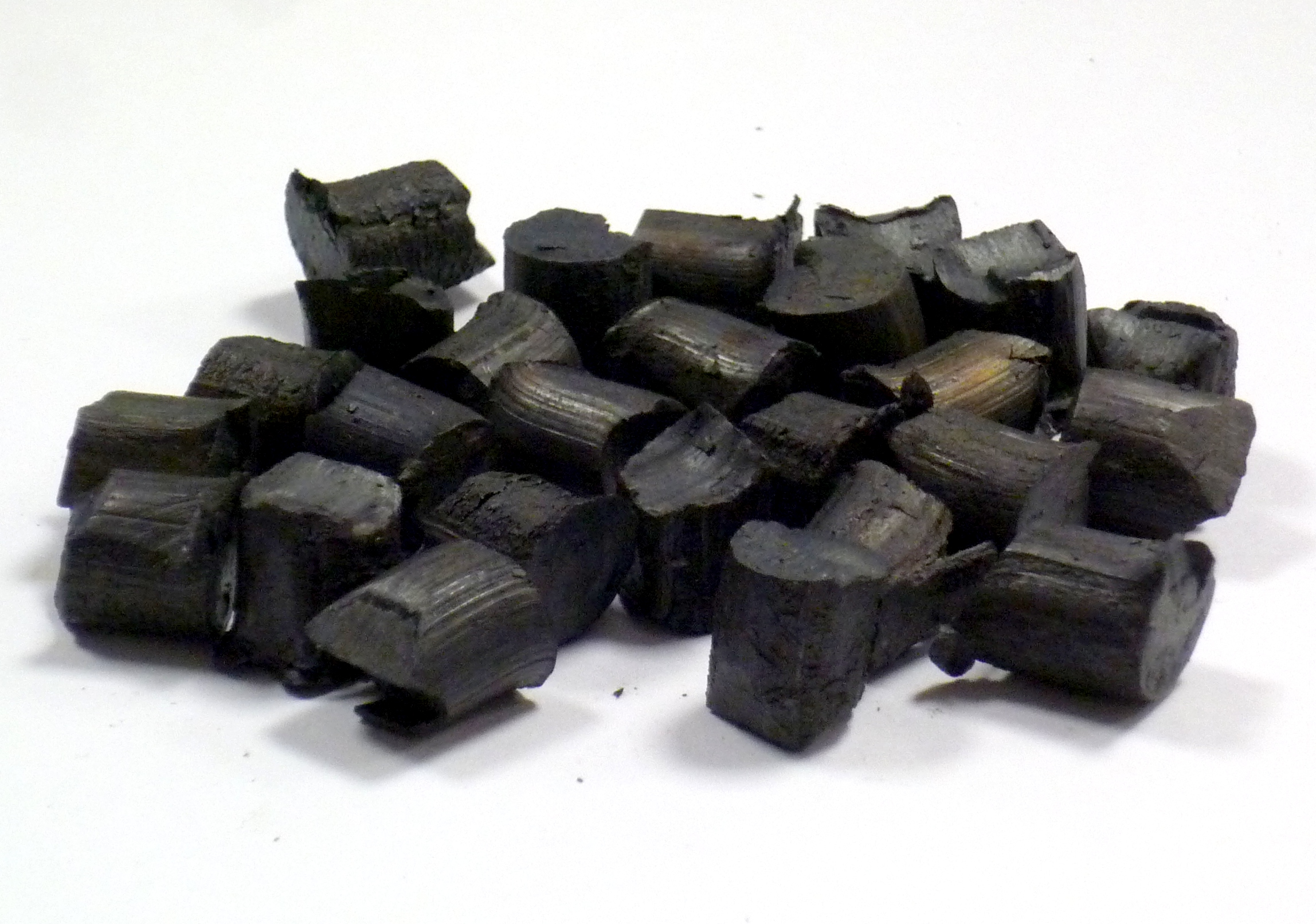
미시메탈 알갱이 몇 개

미시메탈(Mischmetal, 독일어: Mischmetall - "혼합 금속")은 희토류 원소의 합금이다. 세륨 미시메탈, 희토류 미시메탈이라고도 한다. 일반적인 조성은 약 55% 세륨, 25% 란타넘, 15~18% 네오디뮴과 기타 희토류 금속의 흔적을 포함한다. 이 물질은 95%의 란타넘족 원소와 5%의 철을 함유하고 있다. 가장 일반적으로 사용되는 것은 많은 라이터와 횃불의 자연발화성 페로세륨 "플린트" 점화 장치이다. 희토류 원소만 합금하면 너무 부드러워서 좋은 불꽃을 낼 수 없다. 이를 위해 산화 철 및 산화 마그네슘과 혼합되어 페로세륨이라는 더 단단한 물질을 형성한다. 화학식에서는 일반적으로 Mm으로 축약된다.